# Pit-Pat

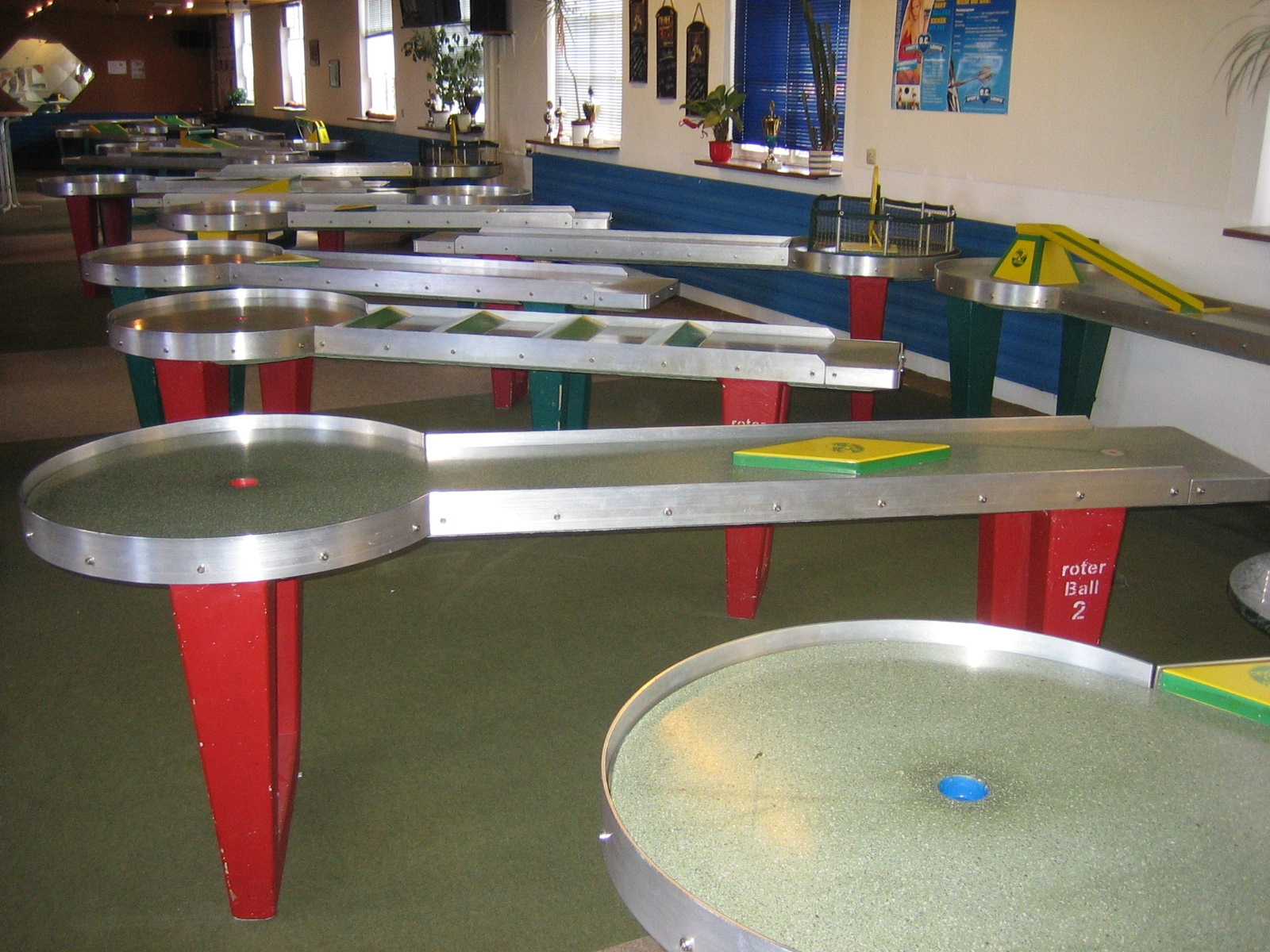
Pit-Pat-Anlage

Queue und Bälle

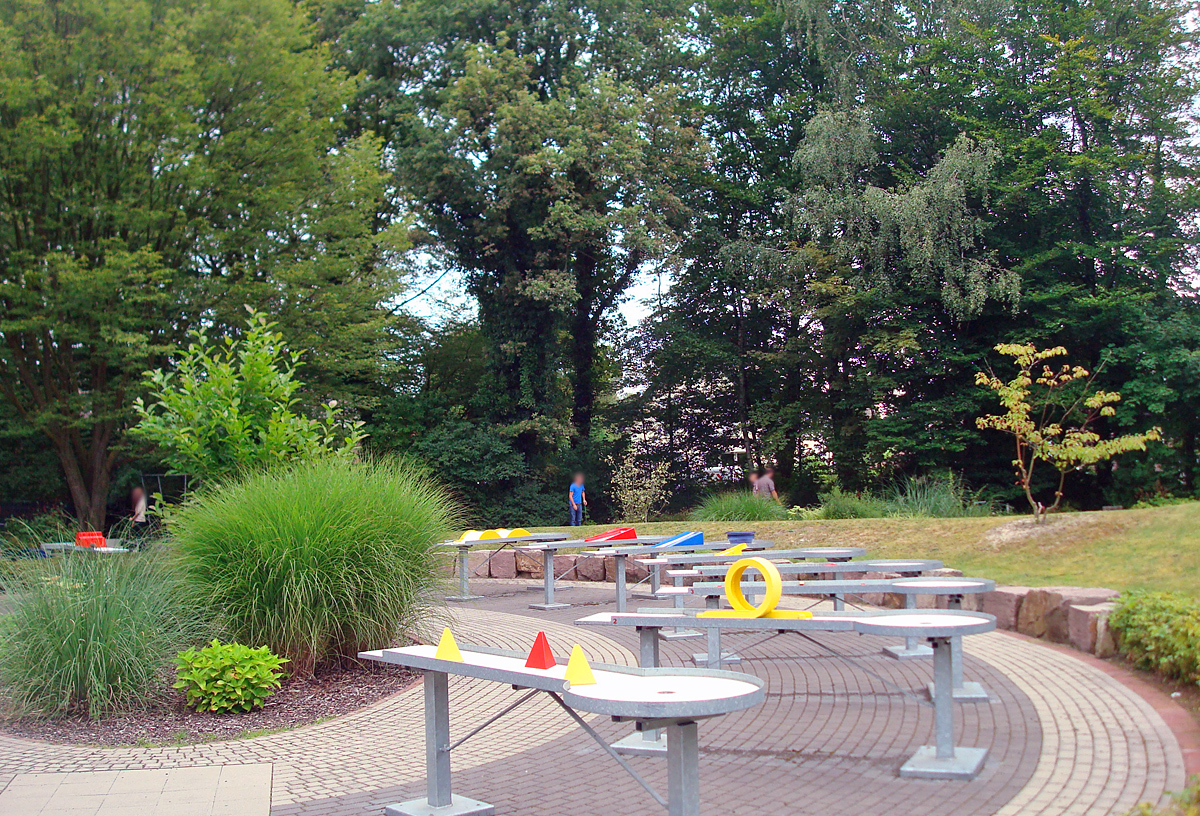
Freiluft-Pit-Pat-Anlage im Mohns Park, Gütersloh

Pit-Pat ist ein Freizeitsport aus einer Kombination aus Minigolf und Billard, auch Hindernis-Billard genannt. Es wurde 1984 von den Gebrüdern Wagner aus Ingolstadt entwickelt. Es wurden Anlagen in Deutschland (heute zirka 100) und Österreich (40) sowie in den Niederlanden, Belgien, Schweden, Frankreich, Italien, Spanien, Dänemark und in der Schweiz aufgestellt und betrieben.
Zu unterscheiden sind Indoor- von wetterfesten Outdooranlagen, diese finden sich häufig in Kombination mit anderen Golfspielvarianten wie Minigolf, Adventure Golf und Swingolf.
Das Spiel umfasst 18 verschiedene Tische mit Hindernissen, wie zum Beispiel schräge Hürden, Zweisprung, Raute und Ähnlichem.
Ziel ist es, mit wenigen Stößen des Spielstockes (Queue) den Hartgummiball in das Loch des jeweiligen Tisches zu stoßen. Es gibt Bälle in 4 Härtegraden, die den jeweiligen Tischen zugeordnet sind. Der Spieler mit den wenigsten Versuchen hat das Spiel gewonnen.

## Spielregeln
1. Der vorgeschriebene Ball soll mit möglichst wenig Stößen das Ziel erreichen. Jeder Stoß zählt als Punkt. Die Höchstzahl pro Tisch beträgt 6 Punkte.
2. Ist ein Hindernis ordnungsgemäß überwunden, wird der Ball von seiner neuen Lage aus weiter gespielt. Liegt der Ball unspielbar an der Bande oder am Hindernis, darf er für den nächsten Stoß spielbar abgelegt werden (Hintere Stockbreite).
3. Verlässt ein Ball den Spieltisch, muss er vom Abstoßpunkt neu gespielt werden.
4. Tisch 3: der Ball muss auf dem Turmplateau liegen bleiben.
5. Tisch 14: der Spielball wird rückwärts gespielt und muss die Bande am Tischanfang berühren.
6. Tisch 18: der Ball wird so oft vom Abstoßpunkt gespielt, bis alle Kegel abgeräumt sind. Kegel, welche von zurückprallenden Bällen umgestoßen werden, zählen nicht. Auch darf der Ball die Banden nicht berühren. Weiter ist darauf zu achten, dass die drei Kegel genau über den grünen Punkten aufgestellt werden (zentrisch über grünem Punkt).
7. Gespielt wird im K.-o.-System auf Tischgewinn. Wer den Ball mit weniger Stößen ans Ziel bringt, gewinnt den Tisch. Wer in einer Runde mehr Tische gewonnen hat, gewinnt die Partie.
8. Es darf nur mit dem der Tischfarbe entsprechenden Ball gespielt werden. Wer einen Ball mit falscher Farbe stößt, verliert den Tisch, unabhängig davon, wie viele Stöße der Gegner braucht.